# María Victoria Gazzano
María Victoria Gazzano Bertos (Paraná, Entre Ríos; 26 de agosto de 1955 - secuestrada desaparecida en Rosario, Santa Fe el 14 de septiembre de 1976) fue una estudiante de la carrera de arquitectura de la Universidad Nacional de Rosario y militante de la Juventud Universitaria Peronista, víctima de la última dictadura cívico militar de Argentina. Sus restos permanecieron como NN desde su desaparición en 1976 hasta su identificación el 2011 por el Equipo Argentino de Antropología Forense (EAAF) en el cementerio comunal de Pueblo Andino.

## Breve reseña
María Victoria Gazzano nació el 26 de agosto de 1955 en Paraná, era la mayor de dos hijos del matrimonio de José Alejandro Gazzano y Lidia Argentina Bertos. Completó sus estudios secundarios en el Instituto Cristo Redentor donde fue una alumna destacada. Era una católica practicante, asistiendo regularmente a la parroquia San José Obrero –cuyo solar fue donado por la familia Gazzano- además trabajaba como misionera con las Hermanas Franciscanas que seguían el ideario de la Teología de la Liberación llevada adelante por el Movimiento de Sacerdotes para el Tercer Mundo (MSTM). Al momento de su desaparición era militante de la Juventud Universitaria Peronista (JUP) y cursaba el cuarto año de la carrera de arquitectura en la Universidad Nacional de Rosario.
El 14 de septiembre de 1976 mientras caminaba a pocas cuadras de su casa en Rosario, un grupo de hombres vestidos de civil se le abalanzaron y la empujaron dentro del vehículo Ford Falcon, sin que ella pudiera alcanzar a reaccionar, la madrugada siguiente la casa familiar en Paraná fue allanada.
María Victoria tenía 21 años al momento del secuestro siendo inhumada como NN en el cementerio de la localidad de Pueblo Andino. El hecho conmocionó a la localidad porque la aparición del cuerpo coincidió con la desaparición de una joven de similar edad, con quien fue confundida en el velatorio, hasta que la joven retornó a su hogar.
Después de varias décadas sus restos fueron identificados por el Equipo Argentino de Antropología Forense (EAAF) en 2011 y luego fueron finalmente restituidos al cementerio municipal de Paraná, Entre Ríos donde hubo un acto en su memoria. En el mismo se destacaron las influencias de su formación religiosa y las inquietudes por los conflictos sociales que marcaron los rasgos de la personalidad de María Victoria.

## Homenajes
- En marzo de 2015  el área de derechos humanos de la Facultad de Arquitectura, Planeamiento y Diseño  (FAPyD) de la Universidad Nacional de Rosario (UNR) organiza una muestra titulada "dibujantes por la memoria" e instala una placa en su memoria.[8][9][10]
- En septiembre de 2017 el Colegio de Arquitectos de la Provincia de Santa Fe – Distrito 1 realiza un homenaje descubriendo una placa homenaje y baldosas con los nombres de los profesionales y estudiantes de arquitectura asesinados y desaparecidos por el terrorismo de Estado en el marco del 25º aniversario de su fundación.[11][12]